# История Намибии
Намибия — молодое государство, которое более ста лет находилось под властью разных колониальных властей и получило независимость только в конце 1980-х годов.

## Доколониальный период
Первыми на территории Юго-Западной Африки пришли, вероятно, койсаноязычные народы, предки современных сан (бушменов), которые обитают на северо-востоке Намибии и северо-западе Ботсваны. Они были организованы в небольшие племенные группы и занимались охотой и собирательством, при этом у каждой группы была своя территория.
В пещере Аполлон-11 в регионе Карас части рёбер с насечками на стоянке среднего каменного века Африки (MSA) датируются возрастом 80 000 лет до настоящего времени. 7 серо-коричневых кварцитовых плит с рисунками животных датируются возрастом ок. 30 000 л. н. (28—26 или 59 тыс. л. н.).
Фрагментарные данные археологии, лингвистики и устного творчества позволяют составить только приблизительную картину миграций племён до XIX века. Вероятно, наиболее важные миграции растянулись во времени на несколько веков. Отдельные племенные группы нама, которые продвигались в северном направлении к районам плоскогорья, насчитывали от нескольких десятков до нескольких тысяч человек. Они совмещали охоту с примитивным скотоводством, как и намаязычные горные племена дамара на севере плоскогорья и в пределах центральной части Большого Уступа. Дамара это одна из двух групп негрской расы, которые перешли на язык и образ жизни койсанов. Герероязычные скотоводы мигрировали на юг в район плоскогорья Каоко (племена химба, тджимба) и в центральные районы плато (гереро, мбандеру). Все они были скотоводами и не создали централизованную социально-политическую организацию. Группы охотников и скотоводов постоянно перемещались в поисках пастбищ и воды, преодолевая огромные расстояния.
На севере Намибии ситуация сложилась по-другому. Оседлые овамбо, которые мигрировали сюда, расселились вдоль рек Кунене и Окаванго и на расположенных между ними внутренних заливных равнинах. Так появились районы постоянных поселений, которые были разделены лесными массивами. В зависимости от природных условий в этих районах могли жить от нескольких сотен человек (на засушливом западе) до нескольких десятков тысяч человек (в более влажных северо-восточных районах), где появились «королевства», которые стояли над матрилинейными кланами и которые составили основу традиционной социально-экономической организации населения. Далее на востоке основными торговыми путями и маршрутами миграций служили реки Окаванго и Замбези. Племена овамбо занимались добычей меди на плато Отави, железной руды в Кассинге и соли в обширной бессточной впадине — солончаке Этоша.

## Новое время
Переселение европейцев из Капской колонии, которое началось в конце XVIII века, вынудило некоторые частично европеизированные группы местного населения переправиться на правобережье реки Оранжевой. Народ орлам расселился среди нама до северо-западной части плоскогорья Каоко. Их вторжение разрушило традиционный уклад жизни местного населения и хрупкий социально-политический баланс в этих краях. Орлам были нужны товары, которые они могли бы обменять на европейские промышленные изделия. Они использовали своё техническое преимущество над местным населением (бычьи упряжки и огнестрельное оружие) для захвата единственного товара, который пользовался спросом у европейцев — скота гереро. В 1830—1850-х годах вождь орлам Йонкер Африкаанер подчинил многие из племён нама и гереро и создал военно-территориальное образование, власть которого распространилась на большую часть центральных районов современной Намибии. Йонкер Африкаанер управлял им из своих ставок в Виндхук и Окахандье. Тогда же во внутренние районы южной части Намибии проникли европейские торговцы и миссионеры, после 1840 года наибольшую активность здесь проявляла Рейнское миссионерское общество. После смерти Йонкера Африкаанера в 1861 году его государство распалось, однако общая заинтересованность в нормальной торговле сдерживала междоусобные столкновения и угон скота.
Ухудшение обстановки на севере, связанное с двумя рейдами людей Йонкера и первой попыткой португальцев захватить внутренние районы южной Анголы, вызвали обеспокоенность вождей овамбо, которые начали вооружаться. В 1860—1870-тые годы главным предметом меновой торговли была слоновая кость, однако когда слоны были истреблены, местное население стало осуществлять набеги на своих северных соседей и красть у них скот. Появилась особая прослойка военачальников, ленга, которые сосредоточили в своих руках значительную власть.
В 1878 году Великобритания захватила район Уолфиш-Бея, присоединив его через шесть лет к Капской колонии. Но первый решительный шаг к колонизации внутренних районов Намибии сделала в 1884 Германия, объявив протекторат над территориальными приобретениями бременского купца Людерица, который купил у вождя одного из племён нама бухту Ангра-Пекена и прилегающий к ней район. Затем немцы сумели навязать местным вождям так называемый «договор о защите», то есть о протекторате, и вскоре под контролем Германии оказалась значительная часть территории страны. Для управления новыми владениями было создано «Немецкое колониальное общество Юго-Западной Африки», которое просуществовало 10 лет. Когда обществу стало не под силу справляться с вооружённым сопротивлением намибийцев, официальный Берлин направил туда губернатора Теодора Лейтвейна, после чего в Намибию прибыли первые белые поселенцы. В 1897—1898 году в Намибии началась эпидемия чумы рогатого скота, которая принесла много бед местному сельскому населению. Вследствие грабительских действий белых торговцев и дальнейших захватов земли, потерпела крах политика постепенных выборочных захватов, которая проводилась губернатором, и вытеснения африканцев в экономически неперспективные районы.

## XX век
В январе 1904 года на борьбу с немецкими колонизаторами поднялись гереро. После решающей победы при Ватерберге командующий немецкими подразделениями Лотар фон Трота отдал приказ о физическом уничтожении всех гереро. В конце того же года под предводительством вождя Хендрика Витбоя против немцев выступили народы южной Намибии. К моменту прекращения боевых действий в 1907 году потери намибийцев составили около 100 тыс. человек, или 60 % населения, живущего в пределах плоскогорья.
В 1914 году Южноафриканский Союз (ЮАС) вступил на стороне Великобритании в Первую мировую войну и в следующем году разгромил колониальные войска Германии на территории Намибии. В 1920 Намибия была передана под управление ЮАС в качестве подмандатной территории Лиги Наций, который получил право выполнять здесь законодательные, исполнительные и судебные функции.
Переход Намибии под контроль ЮАС и нападение на неё португальцев с территории Анголы обусловили установление в Овамболенде колониального правления. Это совпало с голодом 1915—1916 годов, который, вместе с эпидемией гриппа, которая вспыхнула двумя годами позднее, забрал около четверти населения Овамболенда.
Ещё дважды ЮАС использовал военную силу (теперь уже включая бомбардировки с воздуха) против местного населения — в 1922 году для подавления восстания бондельсвартов (одной из этнических групп нама) на юге и в 1932 году против одного из вождей овамбо Ипумбу.
В 1946 году созданная вместо Лиги Наций ООН отклонила ходатайство ЮАС о включении в его состав территории Юго-Западной Африки. В ответ ЮАС отказался передать эту территорию под опеку ООН, начав тем самым затяжное судебное разбирательство в Международном суде ООН. В ночь на 10 декабря 1959 года военизированные силы и полиция ЮАР расстреляли демонстрацию протеста африканцев против их переселения в «черный пригород» Виндхука: погибли 12 человек, 50 были ранены.
В 1966 году Генеральная ассамблея ООН аннулировала мандат ЮАР и передала Намибию под эгиду ООН. В 1971 году Международный суд подтвердил законность этого шага.
Решение Международного суда, забастовка рабочих-контрактников и усиливающееся активное участие церкви в политической жизни ознаменовали начало периода массового сопротивления колониальному правлению. С 1966 года развернулась вооружённая борьба за независимость страны. В 1975—1977 годы по инициативе ЮАР в Виндхуке проходила т. н. «конституционная конференция» при участии ориентированных на ЮАР этноплеменных группировок. Была создана консервативная коалиция Демократический альянс Турнхалле (DTA) во главе с племенным вождём гереро Клеменсом Капууо. Разработанная конституция предполагала административное деление страны по этническому признаку. Местное правительство возглавил белый африканерский националист Дирк Мадж.
Однако конституционный процесс и создание DTA не помогли стабилизировать положение. Обострились меэтнические конфликты, особенно между гереро (поддерживавшими DTA) и овамбо (ориентированным на СВАПО). В марте 1978 года был убит Клеменс Капууо. Война в Намибии возобновилась с новой силой и ожесточённостью.
В апреле 1978 года ЮАР согласилась на прекращение огня и проведения в Намибии выборов под наблюдением ООН. Однако позднее она отказалась от плана ООН, основанных на предложениях стран Запада. Уже в мае того же года бомбами была уничтожена база СВАПО в ангольском городе Кассинга, при этом погибло несколько сот человек (вопрос об их классификации как мирных жителей остаётся спорным, так как многие служили в СВАПО и проживали на территории базы вместе с семьями).
Позиция ЮАР ещё больше усилилась после того, как в 1980-е годы администрация США выдвинула требования увязать вывод южноафриканских войск из Намибии с выводом кубинских войск из Анголы, что ещё на 10 лет отсрочило развязку намибийской проблемы.
После ожесточенной военной конфронтации, известной как битва при Куито-Куанавале, в 1988 году, ЮАР при посредничестве США и СССР пошла на переговоры с Анголой и Кубой по вопросу урегулирования ситуации на юге Африки. С 1 апреля 1989 года в соответствии с резолюцией № 435 Совета Безопасности начался рассчитанный на год переход Намибии к независимости, осуществляемый под контролем ООН. Одновременно 1-4 апреля в районе Ошакати проходили самые ожесточённые бои СВАПО с войсками ЮАР (погибли около 200 человек).
В переходный период лидеры СВАПО и более 40 тыс. их сторонников вернулись из изгнания на родину. 11 ноября 1989 года прошли всеобщие выборы в Учредительную ассамблею при явке 97%. За СВАПО проголосовали 57,33% избирателей (41 мандат из 72), за ДТА – 28,55% (21 мандат). В УА оказались представлены 7 партий.
УА разработала и приняла конституцию Намибии. 17 февраля 1990 года первым президентом единогласно был избран лидер СВАПО Сэм Нуйома, который в 1970—1980-е годы находился в изгнании. 21 марта Намибия была провозглашена независимой республикой.
После провозглашения независимости ситуация в стране в целом была мирной и спокойной, несмотря на периодически совершавшиеся из Анголы набеги вооруженных формирований повстанческой группировки УНИТА, из-за чего в северной части страны до 2000 года действовал режим усиленных мер безопасности. В области внутренней политики главными направлениями деятельности правительства были достижение национального примирения, социального равенства и экономическое развитие. На выборах 1994 года СВАПО ещё больше укрепила свои политические позиции, и подтверждала претензии на главенство в политической жизни на последующих выборах. Президентский посты с 1990 года занимали только представители СВАПО: Сэм Нуйома, Хификепунье Похамба, Хаге Гейнгоб. Но при однозначном доминировании СВАПО в стране сохраняется парламентская система, активно действует политическая оппозиция — прежде всего Народно-демократическое движение (переименованный DTA, лидер — Макгенри Венаани) и Республиканская партия (лидеры — Дирк Мадж, Хенк Мадж, Клара Говасес).
Наметился умеренный экономический рост в сфере иностранного туризма, рыболовства и обрабатывающей промышленности, достигнутый прежде всего за счёт государственных инвестиций, однако специалисты утверждают, что экономика Намибии весьма слабо сбалансирована, поскольку страна вывозит более 80 % продуктов производства и одновременно удовлетворяет около 70 % своих потребностей за счет импорта. В течение первых полутора десятилетий после получения независимости наиболее сложными проблемами Намибии остаются забастовки, безработица, недовольство крестьян ходом земельной реформы. В отличие от соседней Зимбабве, власти Намибии отказались от радикальных методов решения земельного вопроса путём экспроприации земли у фермеров европейского происхождения.
В 1998—1999 годах в районе Каприви, на крайнем северо-востоке страны, имело место сепаратистское движение во главе с бывшим лидером DTA Мишаке Муйонго. Его руководители выступали за предоставление широкой автономии или независимости региону. Инсургентов поддерживала замбийская оппозиция, тогда как власти Замбии и Зимбабве предлагали помощь правительству Намибии.
В 1990-е годы конфликт между Ботсваной и Намибией из-за спорных островов на пограничной реке в ряде случаев вылился в огневые контакты, имелись жертвы. Однако стороны урегулировали вопрос путём обращения в Международный суд ООН; граница окончательно демаркирована в 2003 году.